# Сибирчатаяха
Сибирчатаяха (устар. Сибирчата-Яха) — река на севере европейской части России. Протекает по на территории республики Ненецкого автономного округа. Длина — 162 км. Площадь водосбора — 2280 км².
Исток находится приблизительно на 100 км севернее Воркуты. Направление течения северо-восточное. Течёт через хребет Пай-Хой. Впадает в реку Кара на 8-м км.

## Притоки
- 24 км: без названия[7]
- 40 км: Хановей-Яха[7]
- 44 км: Пронь-Шорм[7]
- 45 км: Нял-Пэ-Яха[7]
- 55 км: Сюнду[7]
- 67 км: Бол. Сед-Ю[7]
- 68 км: Сесыя-Ю[7]
- 71 км: Тальбей-Шор[5]
- 98 км: Мадага-Ю, 1[5]
- 104 км: Хальмер-Ю[5]
- 116 км: Сибирчата-Вож[4]
- 132 км: Вороп-Шор[8]
- 134 км: Роща-Шор[8]
- 149 км: Кунжа-Шор[4]
- 157 км: без названия[4]

## Данные водного реестра
По данным государственного водного реестра России относится к Нижнеобскому бассейновому округу, водохозяйственный участок реки — бассейн Карского моря от западной границы бассейна реки Бол. Ою до мыса Скуратова. Речной бассейн реки — бассейн Карского моря междуречья Печоры и Оби.
Код объекта в государственном водном реестре — 15010000112103000091209.